# (40106) Erben
(40106) Erben ist ein Asteroid des Hauptgürtels, der am 20. August 1998 vom tschechischen Astronomen Petr Pravec an der Sternwarte Ondřejov (IAU-Code 557) auf dem Berg Manda in Ondřejov entdeckt wurde.
Der Asteroid wurde am 6. Januar 2003 nach dem tschechischen Archivar, Historiker und Schriftsteller der Romantik Karel Jaromír Erben (1811–1870) benannt, der als Sammler von böhmischen Volksmärchen und Volksliedern bekannt wurde.